# Spinozismus
Spinozismus ist ursprünglich ein philosophischer Kampfbegriff des 18. Jahrhunderts und eine abwertende Bezeichnung für die Lehren des niederländischen Philosophen Baruch de Spinoza. Mit einem polemischen Akzent wird auch das Adjektiv spinozistisch verwendet, wohingegen spinozisch oder spinozanisch in der Regel in wertneutralem Kontext steht. Allerdings wurde die Konnotation des Begriffs historisch, im Zuge der zunehmend nüchternen philosophischen Debatten, abgeschwächt, weshalb sich der Begriff in der Literatur seit dem 19. Jahrhundert nur noch selten im Sinne eines polemischen Schlagworts wiederfindet.

## Aussagen des Spinozismus
In seinem Hauptwerk, der Ethica more geometrico demonstrata, konstruiert Spinoza ein monistisches Weltbild, dem zufolge Gott nichts anderes ist als die „eine“ Substanz, die jegliche Existenz in sich schließt und außerhalb derer nichts anderes bestehen kann. Folglich sind Geist und Materie keine getrennten Substanzen, wie es im Cartesianismus angenommen wird, sondern vielmehr zwei Eigenschaften (Attribute) der einen Substanz (Gott). Der Mensch und alle weiteren endlichen Dinge in der Welt sind hingegen lediglich Bestimmtheiten (Modi), in denen sich das Wesen Gottes äußert. 
Das spinozistische System wird gerne als klassischer Pantheismus identifiziert;  Friedrich Heinrich Jacobi bezeichnete es gar als den „einzig konsequenten“ Pantheismus. Das ist insofern richtig, als die Begriffe Universum oder Gott mit dem der Substanz zusammenfallen (Monismus), nicht aber in Bezug auf die Tatsache, dass den Einzelgegenständen (Modi) nicht dieselben Eigenschaften in derselben Weise zufallen können wie der Substanz selbst (z. B. Unendlichkeit).

## Atheismusvorwurf
Da das Konzept der einen Substanz elementare Unterschiede zu allen traditionellen Gottesbildern aufwies, sahen sich Anhänger des spinozischen Systems besonders im 18. Jahrhundert mit hartnäckigen Atheismusvorwürfen konfrontiert. Jegliche Sympathie mit den Lehren Spinozas wurde, stellvertretend für den Pantheismus per se, als Atheismus angeprangert. Der sicherlich berühmteste Denker, dem dies im Rahmen des aufsehenerregenden Pantheismusstreits vorgeworfen wurde, war Gotthold Ephraim Lessing.
Im Zuge des Deutschen Idealismus und der nachfolgend zunehmend entspannten bis gar wohlwollenden Betrachtung der spinozischen Weltanschauung verlor der Begriff des Spinozismus den Großteil seiner Schlagkraft. Der Atheismusvorwurf wurde nicht nur als übertrieben und unbedacht kritisiert, sondern mitunter ins Gegenteil verkehrt; einige Stimmen betonten gerade die besondere Religiosität, die dem allumfassenden Gottesbegriff inhärent sei.